# Czersk (gromada w powiecie piaseczyńskim)
Czersk – dawna gromada, czyli najmniejsza jednostka podziału terytorialnego Polskiej Rzeczypospolitej Ludowej w latach 1954–1972.
Gromady, z gromadzkimi radami narodowymi (GRN) jako organami władzy najniższego stopnia na wsi, funkcjonowały od reformy reorganizującej administrację wiejską przeprowadzonej jesienią 1954 do momentu ich zniesienia z dniem 1 stycznia 1973, tym samym wypierając organizację gminną w latach 1954–1972.
Gromadę Czersk z siedzibą GRN w Czersku utworzono – jako jedną z 8759 gromad na obszarze Polski – w powiecie piaseczyńskim w woj. warszawskim, na mocy uchwały nr VI/10/12/54 WRN w Warszawie z dnia 5 października 1954. W skład jednostki weszły obszary dotychczasowych gromad Borki, Brzumin, Coniew, Czersk, Kępa Radwankowska, Królewski Las, Ostrówik() i Podgóra ze zniesionej gminy Czersk w tymże powiecie. Dla gromady ustalono 13 członków gromadzkiej rady narodowej.
31 grudnia 1959 do gromady Czersk przyłączono wsie Aleksandrów, Buczynów, Karolina, Linin i Pęcław ze znoszonej gromady Wincentów w tymże powiecie.
Gromada przetrwała do końca 1972 roku, czyli do kolejnej reformy gminnej.